# 徐大懋
徐大懋（1935年10月17日—），安徽当涂人，中国热力涡轮机和热能工程专家，中国工程院院士。

## 生平
1960年本科毕业于清华大学，1987年获清华大学工程博士学位。1997年当选为中国工程院院士。